# John Palmer (reżyser)
John Palmer (ur. 13 maja 1943 w Sydney, w Nowej Szkocji, zm. 15 maja 2020 w Ottawie) – kanadyjski reżyser teatralny i filmowy oraz dramaturg. 
Był współzałożycielem kilku teatrów w Toronto w latach 70. XX wieku. Miał na swoim koncie między innymi oryginalną produkcję Wolfboy (1984), która była pierwszą aktorską rolą Keanu Reevesa.
Palmer, który cierpiał na demencję, zmarł 15 maja 2020 w wieku 77 lat na COVID-19 w Ottawie w Ontario.

## Sztuki
- A Touch of God in the Golden Age (1971)
- The End (1972)
- A Day at the Beach (1987)
- Singapore (2001)

## Filmografia
- 1975: Me
- 2004: Sugar
- 2005: The Archer